# مدينة الجريمة 3
مدينة الجريمة 3 (هانغل: 범죄 도시 3) هو فيلم جريمة أكشن كوري جنوبي لعام 2023 من إخراج لي سانغ-يونغ، وبطولة ما دونغ سوك ولي جون-هيوك ومونيتاكا أوكي. إالفيلم هو الجزء الثالث من سلسلة مدينة الجريمةوهي أيضًا تكملة لـ مدينة الجريمة (2017) و مدينة الجريمة 2 (2022).

## الإنتاج
في مايو 2022، ورد أن لي جون-هيوك سيلعب دور الغريم الجديد في الجزء الثالث من سلسلة أفلام مدينة الجريمة. في مقابلة في يونيو 2022، كشف لي سانغ يونغ أنه يقوم حاليًا بتجارب الأداء لمدينة الجريمة 3. بدأ التصوير الرئيسي في 20 يوليو 2022. في 15 نوفمبر 2022، نشر ما دونغ-سوك على إنستغرام أن تصوير الفيلم قد انتهى.

## روابط خارجية
- مدينة الجريمة 3 على موقع IMDb (الإنجليزية)
- مدينة الجريمة 3 على موقع ألو سيني (الفرنسية)
- مدينة الجريمة 3 على موقع فيلمافينيتي (الإسبانية)
- مدينة الجريمة 3 على موقع قاعدة بيانات الفيلم (الإنجليزية)
- مدينة الجريمة 3 على موقع ليتربوكسد (الإنجليزية)